# عطاالله منگل
عطالله منگل (به اردو: عطاءالله مینگل؛ ۲۴ مارس ۱۹۲۹–۲ سپتامبر ۲۰۲۱) سیاستمدار بلوچ اهل پاکستانی بود. وی رئیس قبیله منگل بود تا اینکه یکی از نوه‌های خود به نام سردار اسعد الله منگل را به عنوان جانشین قبیله خود معرفی کرد. او همچنین اولین وزیر ارشد بلوچستان در دوره نخست‌وزیری ذوالفقار علی بوتو از ۱ مه ۱۹۷۲ تا ۱۳ فوریه ۱۹۷۳ بود. او در ۲ سپتامبر ۲۰۲۱ در کراچی درگذشت.

## زندگی‌نامه
عطالله منگل در سال ۱۹۲۹ در ناحیه واد به دنیا آمد او در سال ۱۹۵۴ به عنوان رئیس (سردار) قبیله منگل معرفی شد. او در سال ۱۹۶۲ در انتخابات استانی پاکستان غربی شرکت کرد و وارد مجلس شد او چند بار بخاطر سخنرانی‌هایش در مجلس دستگیر شد در سال ۱۹۷۲ او توسط مجلس استانی به عنوان اولین وزیر ارشد بلوچستان انتخاب شد در دوره کوتاه تصدی این سمت، اصلاحات مالیاتی ایجاد شد و نیروی پلیس جدیدی در بلوچستان تشکیل شد با روی کار آمدن ذوالفقار بوتو به‌عنوان نخست‌وزیر پاکستان منگل و تعدادی دیگر از سیاستمداران بلوچ به اتهام جدایی طلبی به زندان افتادن و تا زمان کودتای نظامی ژنرال محمد ضیاءالحق در سال ۱۹۷۷ و پایان حکومت بوتو در زندان باقی ماندن او در زمان حکومت ضیاءالحق به تبعید در لندن رفت و در تأسیس جبهه سندی- بلوچ- پشتون در آنجا شرکت کرد او در اواخر دهه ۱۹۹۰ به پاکستان برگشت و حزب ملی بلوچستان را تأسیس کرد منگل در ۲ سپتامبر ۲۰۲۱ بر اثر ایست قلبی در کراچی، سند درگذشت